# Luton Town Football Club
El Luton Town Football Club és un club de futbol de la ciutat de Luton, a Anglaterra. La temporada 2023-24, el club va competir a la Premier League, la màxima competició del futbol anglès.

## Història

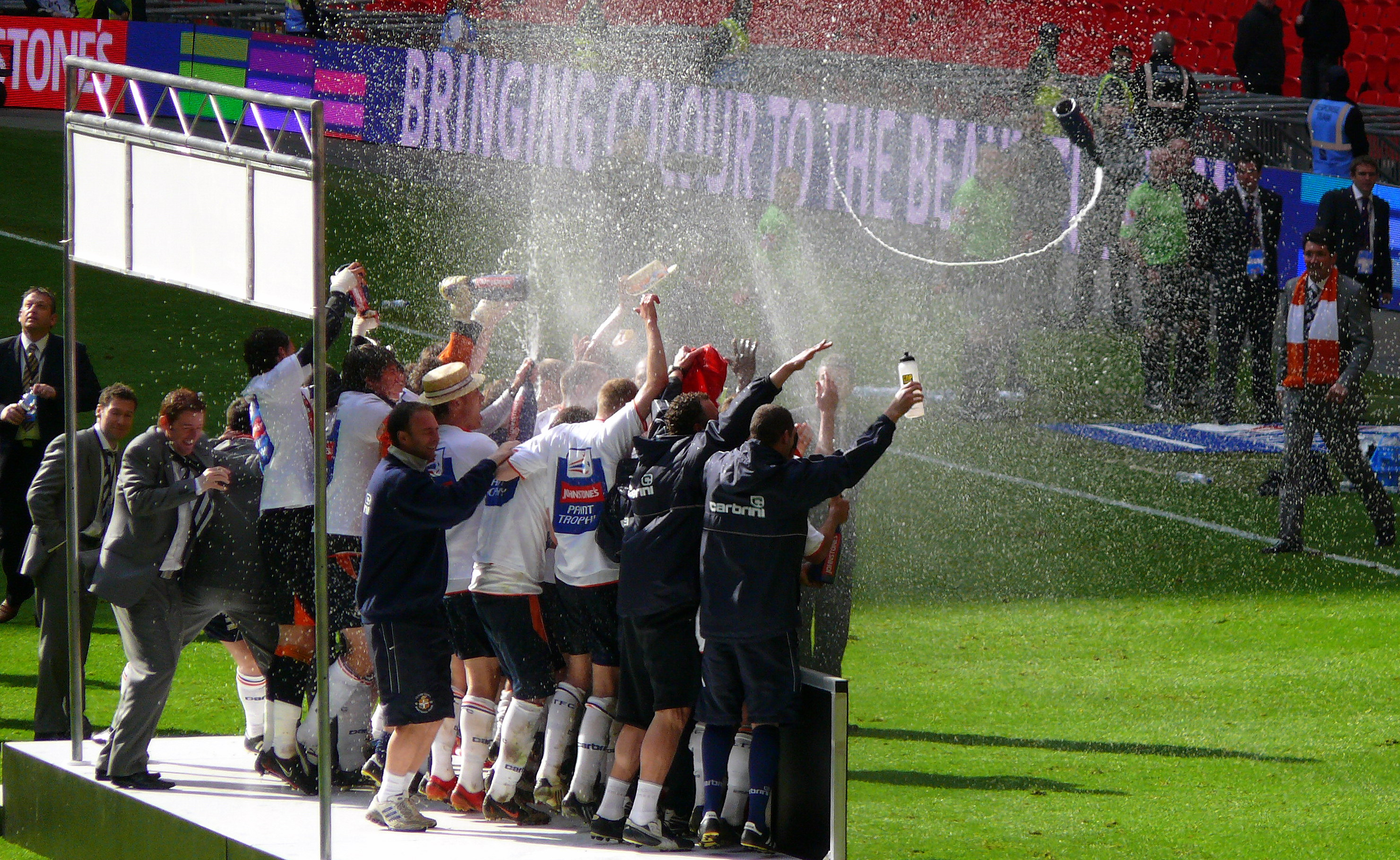
Jugadors del Luton Town celebren la victòria a la Football League Trophy el 2009.

El club va ser fundat l'11 d'abril de 1885, com a resultat de la fusió de dos clubs locals, el Luton Town Wanderers i l'Excelsior.
A l'"origen el club s'establí al terreny de joc de l'Excelsior, Dallow Lane, i començà a fer pagaments individuals a certs jugadors vers el 1890. L'any següent esdevingué el primer club del sud del país a convertir-se al professionalisme. Fou membre fundador de la Southern Football League la temporada 1894-95, en què fou el segon classificat les dues primeres temporades. Seguidament arribà a la United League, en la qual fou segon la temporada inaugural, i finalment entrà a la Football League la temporada 1897-98, temporada en la qual també es traslladà al nou camp de Dunstable Road. Continuà a jugar a la United League dues temporades més, proclamant-se'n campió la 1897-98. Problemes econòmics el portaren a abandonar la Football League l'any 1900, tornant a la Southern League. El 1905 s'instal·là al camp de Kenilworth Road. Tornà a la Football League la temporada 1920-21; jugant a la tercera divisió sud fins a la temporada 1936-37, any en què puja a la segona categoria. Durant el partit de promoció, el davanter Joe Payne, que havia marcat 55 gols en 39 partits durant la temporada, fúu 10 gols en un partit contra el Bristol Rovers FC, rècord que es manté avui dia.
Un moment destacat en la història del club fou durant els anys 1950. Arribà a la categoria d'or del futbol anglès la temporada 1955-56, després d'acabar segon per darrere del Birmingham City FC pel gol average. El 1959 disputà la final de la FA Cup davant del Nottingham Forest FC; però la següent temporada perdé la categoria, i el 1964-65 jugava a la quarta divisió. Tornà novament a la primera divisió la temporada 1973-74, descendint la següent temporada. Pujà de bell nou a Primera la temporada 1981-82., en la qual baté l'Arsenal FC 3-2 a la final de la Copa de la Lliga anglesa de futbol el 1987-88, fou finalista de la mateixa competició el 1988-89, perdent contra el Nottingham Forest, i romangué entre els grans fins a la fi de la temporada 1991-92. D'aleshores ençà el club ha jugat a les categories inferiors, destacant el títol al Football League Trophy l'any 2009.

## Evolució de l'uniforme

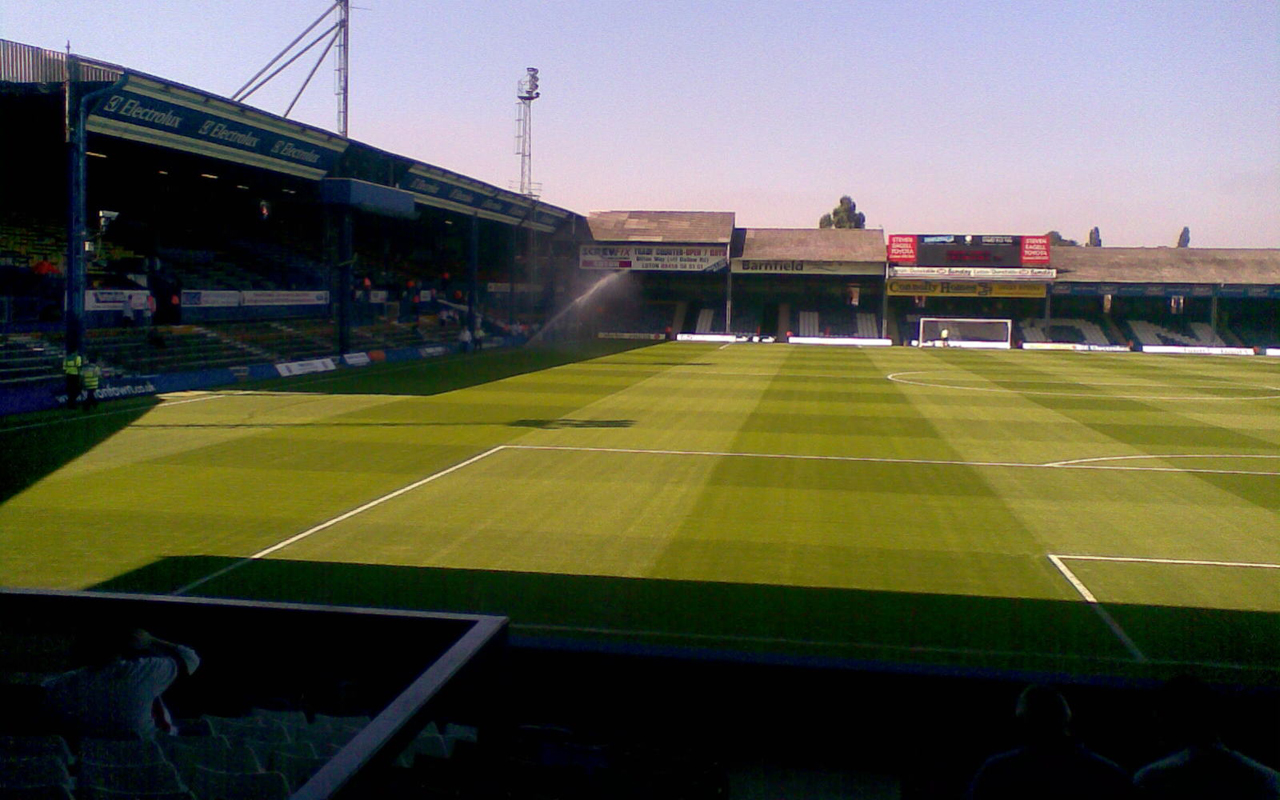
Estadi Kenilworth Road.

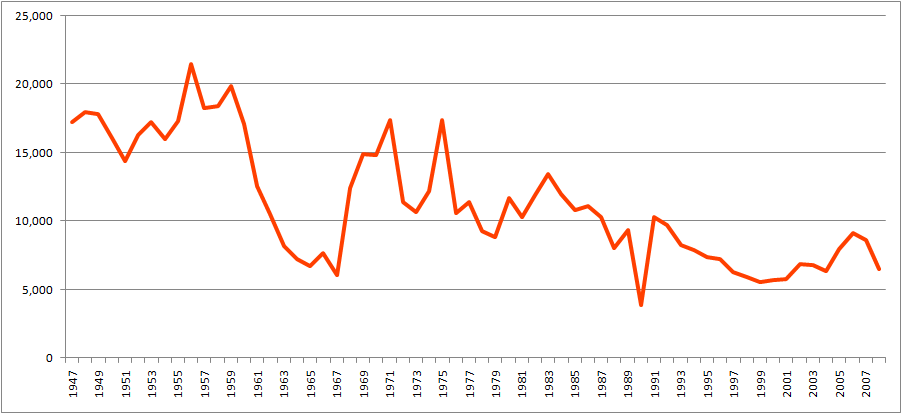
Assistència a l'estadi.

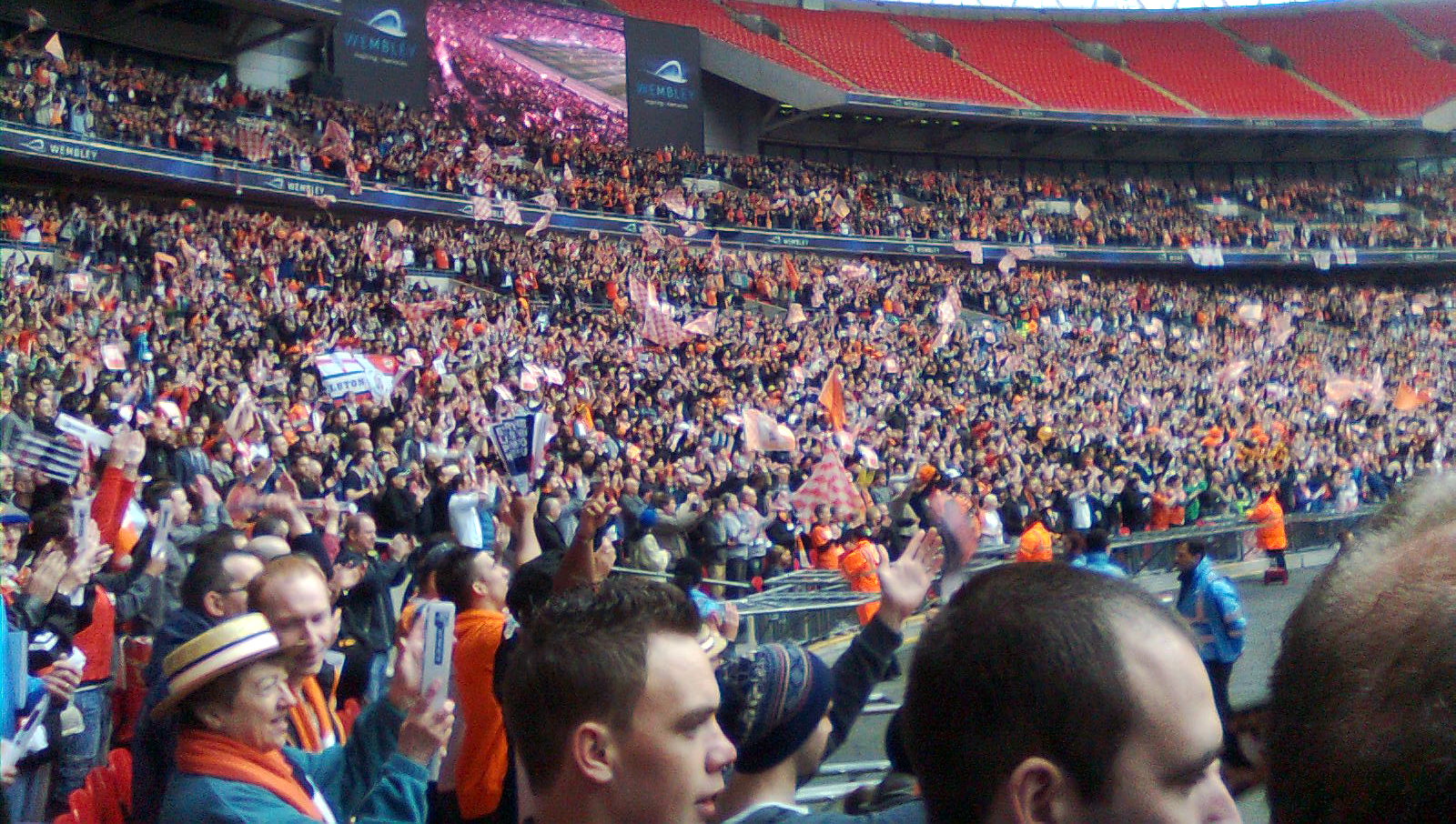
Seguidors a Wembley Stadium, Maig 2012.

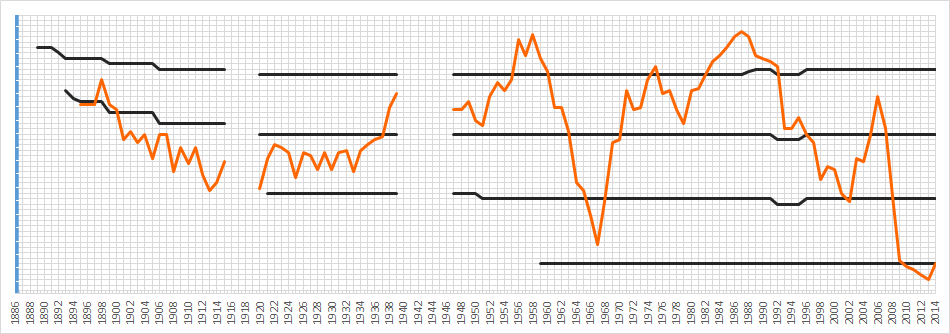
Posicions del club a la lliga des de 1885.

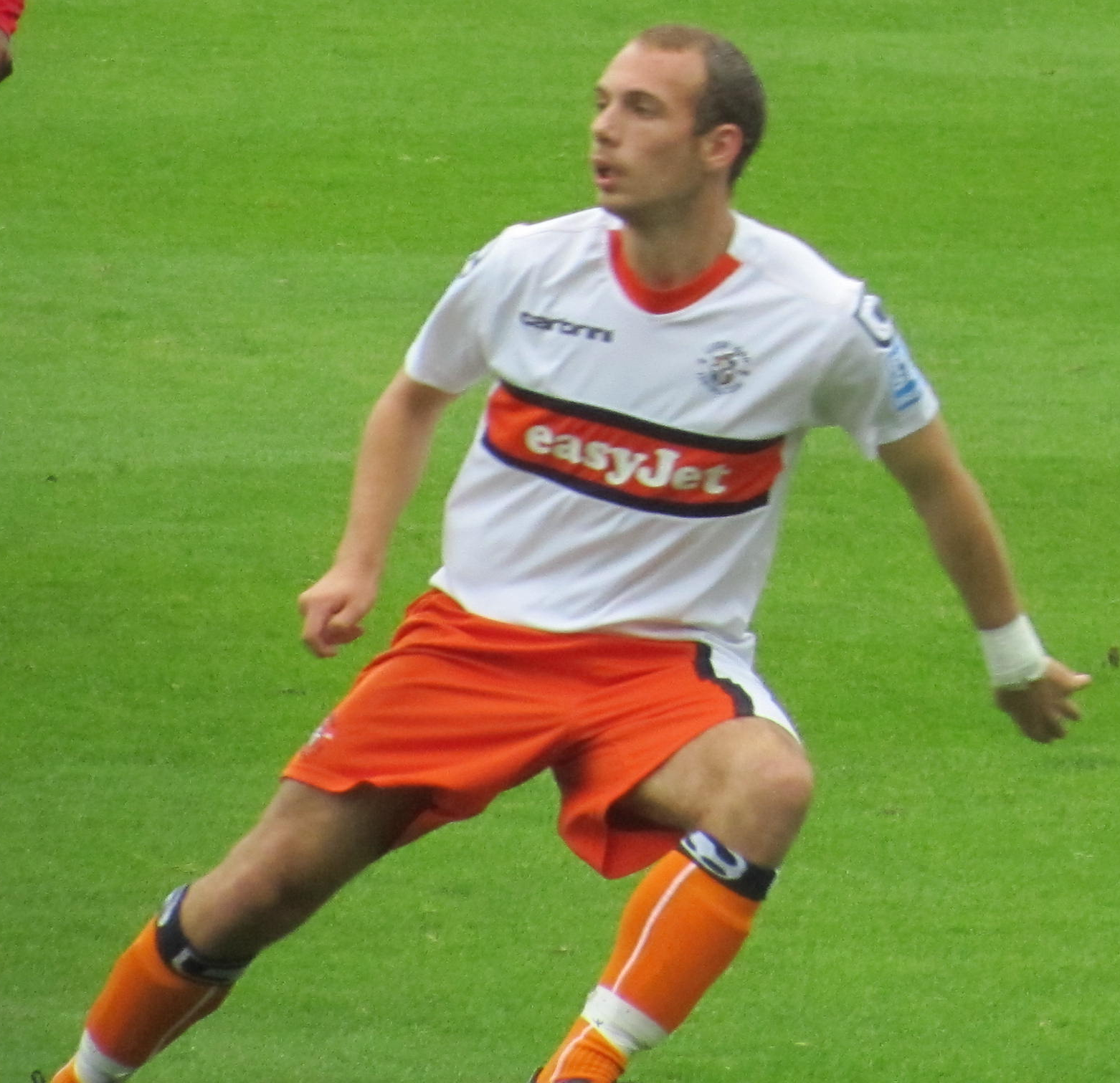
Jake Howells, jugador.

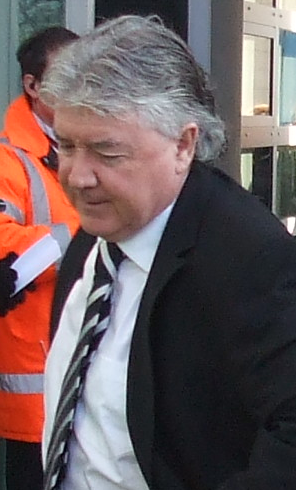
Joe Kinnear, entrenador.

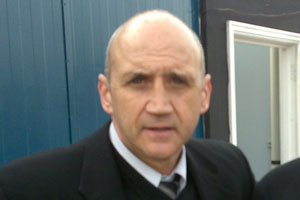
Richard Money, jugador i entrenador.

| Uniforme entre 1920 i 1973. | Uniforme des de 1973-74. |

## Palmarès[4]
- FA Cup:
  - finalista el 1958-59
- Copa de la Lliga anglesa de futbol:
  - 1987-88
- Segona Divisió anglesa:
  - 1981-82
- Tercera Divisió anglesa:
  - 1936-37, 2004-05
- Quarta Divisió anglesa:
  - 1967-68
- Football League Trophy:
  - 2008-09